# 夏達河
夏達河（英語：Sharda River），又名馬哈卡里河（英語：Mahakali River），是恆河支流加格拉河的支流，其中、上游河段為印度、尼泊爾兩國界河。該段邊界是1816年蘇高利條約所制定。
該河離開北阿坎德邦與尼泊爾邊界後，流入北方邦，最終注入加格拉河。幹流全長350公里，流域面積18,140平方公里。